# GoFast
GoFast es el primer cohete sonda estadounidense civil que alcanzó el espacio exterior. El lanzamiento se realizó desde el área de prueba del desierto de Black Rock, al norte de Reno, en Nevada, el 17 de mayo de 2004.
Este cohete fue el primer cohete amateur en superar 100 kilómetros (62,1 mi), el límite oficial del espacio ultraterrestre. Fue lanzado en el desierto de Black Rock. El cohete alcanzó una velocidad máxima de 3420 mph (5500 km/h) en 10 segundos, y alcanzó una altitud estimada de 72 millas (116 km). La aviónica se recuperó mediante el despliegue de un paracaídas. La altitud final verificada fue publicada como 72 millas (116 km).
El cohete tuvo como origen el diseño del Equipo Civil de Exploración Espacial (Civilian Space eXploration Team, CSXT) que participó en el concurso Acceso Barato al Espacio (Cheap Access To Space), premiado con 250.000 dólares para el primer cohete civil que superase los 100 km de altura. El concurso en sí quedó desierto, pero el diseño fue utilizado por el CSXT junto con otro equipo competidor, el eAc, para construir un cohete que alcanzase el espacio.
Propulsado por combustible sólido, el cohete usó 196 kg de perclorato de amonio como propelente. La tobera se construyó mediante un nuevo proceso mediante una combinación de grafito, fibra de carbono y materiales ablativos. Puede elevar una carga útil de 18 kg, recuperable mediante un paracaídas de 2,7 metros de diámetro.
El 14 de julio de 2014, el equipo repitió su logro con un segundo lanzamiento espacial exitoso, que estableció nuevos récords para el cohete amateur más alto y rápido jamás lanzado. El análisis de los datos de la Unidad de Medición Inercial (IMU) de grado militar recuperada que voló a bordo muestra que el cohete GoFast alcanzó una altitud de 385,8 pies (0,1 mi) sobre el nivel del mar y alcanzó una velocidad máxima de 3580 mph (5800 km/h).